# Operation Vittles (Dokumentarfilm)
Operation Vittles (Untertitel Berlin Airlift) ist ein US-amerikanischer Dokumentar-Kurzfilm aus dem Jahr 1948. Der im Auftrag der United States Army Air Forces produzierte Film war für einen Oscar nominiert.

## Inhalt

Berliner beobachten die Landung eines sogenannten Rosinenbombers, der während der Luftbrücke auf dem Flughafen Tempelhof (1948) landet. Fotografie von Henry Ries.

Operation Vittles bezeichnet die Berliner Luftbrücke. Nachdem Deutschlands Niederlage im Zweiten Weltkrieg besiegelt war, übernahmen die drei Siegermächte Großbritannien, die Vereinigten Staaten, die Sowjetunion sowie Frankreich die Hoheitsgewalt über das Deutsche Reich und teilten sein Gebiet untereinander in Besatzungszonen auf oder gliederten es aus. Berlin, Deutschlands Hauptstadt, befand sich im sowjetischen Sektor und wurde ebenfalls in vier Besatzungszonen aufgeteilt. Am 24. Juni 1948 schloss die Sowjetunion die Straßen nach Berlin ab, es kam zur Berlin-Blockade. Als Folge dieser Blockade konnten die Westalliierten West-Berlin, das als Enklave in der Sowjetischen Besatzungszone (SBZ) lag, nicht mehr ausreichend versorgen. Die Blockade war ein Druckmittel der sowjetischen Seite mit dem Ziel, über Westberlin schließlich Deutschland in das eigene wirtschaftliche und politische System einzugliedern. 
Die Operation Vittles unter dem Kommando von General Curtis E. LeMay diente der Versorgung der Stadt Berlin mit notwendigen Lebensmitteln und Gütern. In der Stadt herrschte Kraftstoffmangel, erforderliche Medikamente gingen aus, die Leute standen Schlange, um Milch zu erstehen. Es fehlte an allen Ecken und Enden, da die Versorgungswege nicht mehr zur Verfügung standen. Auch die Elektrizität wurde stark eingeschränkt. Die Westalliierten setzten Flugzeuge zur Versorgung ein, da die Land- und Wasserwege gesperrt waren. Am 30. September 1949 wurde die Luftbrücke offiziell beendet.

## Produktion
Produziert wurde der Film von der 4201st Motion Picture Squadron United States Air Force. 

## Auszeichnung
Die United States Army Air Forces war auf der Oscarverleihung 1949 mit dem Film in der Kategorie „Bester Dokumentar-Kurzfilm“ für einen Oscar nominiert, der jedoch an die U.S. Army und den Film Toward Independence ging, der thematisiert, wie mühsam es für schwer verwundete Soldaten ist, ins normale Leben zurückzufinden.